# Eonaviego

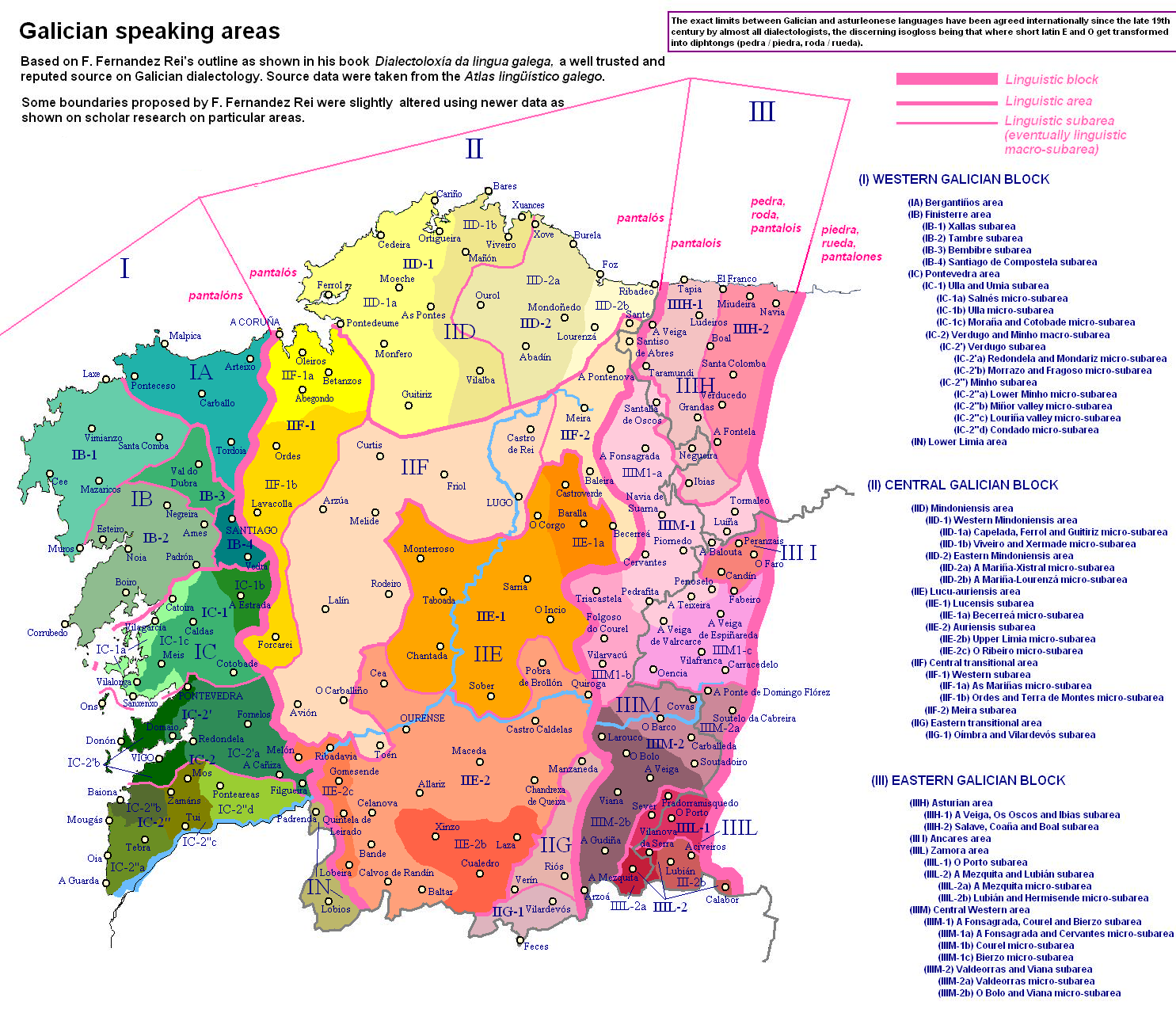
El gallec-asturià en el conjunt d'àrees lingüístiques del gallec

Eonaviego, llengua eonaviega, gallec-asturià, fala de l'occident d'Astúries o gallec d'Astúries (o simplement fala per als seus parlants) és un conjunt de parles (o falas) situades en la zona asturiana compresa entre els rius Eo i Navia, si bé la seva àrea d'influència abasta també zones més orientals que el riu Navia. Aquest territori es coneix com a Terres de l'Eo-Navia (un territori que no coincideix amb la comarca de l'Eo-Navia). Les Terres de l'Eo-Navia comprenen els municipis asturians d'A Veiga, Bual, Castropol, Cuaña, Eilao, El Franco, Grandas de Salime, Ibias, Pezós, Samartín d'Ozcos, Santalla d'Ozcos, San Tiso d'Abres, Tapia de Casariego, Taramundi, Vilanova d'Ozcos, i parts de Navia, Villayón, i Allande.
Històricament aquesta zona ha estat i està molt aïllada de la resta d'Astúries, i per descomptat de Galícia i Castella, a causa de les seves fronteres naturals: el riu Eo, la serralada Cantàbrica i el riu Nalón i el mar Cantàbric. També és cert que és una zona de paisatges abruptes, menys la part de la rasa costanera que és més plana, per la qual raó les comunicacions interiors tampoc eren fàcils.

## Parlants
No existeixen dades precises del nombre de parlants, si bé la zona en la qual es parla té prop de 45.000 habitants. Segons el II Estudi sociolingüístic d'Astúries. 2002, realitzat per l'equip Euskobarómetro set de cada deu enquestats (72%) van dir ser parlants de gallec-asturià, encara que únicament un de cada cinc (24%) va afirmar saber llegir-lo, i un de cada sis (16%) escriure'l. Com a dada preocupant cal destacar la reculada generacional de la fala, encara que segueixi sent la majoritària com llengua materna: avui ho és de dues de cada tres persones (67%), però fa més d'una dècada (en l'enquesta de 1990) ho era de tres de cada quatre (75%). La reculada entre generacions és clara, i avui únicament tres de cada deu enquestats afirmen utilitzar la llengua amb els seus fills.

## Característiques lingüístiques
La llengua eonaviega és el resultat de l'evolució de la llengua gallec-portuguesa parlada a l'extrem occidental de la península. El fet, però, de trobar-se sotmesa durant gairebé segles a un procés de disglòssia a conseqüència de l'oficialitat del castellà, ha determinat la desaparició de gran part dels caràcters originaris. Al costat d'aquests caràcters s'aprecien altres processos fonològics de transició i altres anteriors al moment de cohesió lingüística de la llengua gallec-portuguesa.

### Caràcters arcaïtzants (derivats del primitiu galaico-portuguès)
1. Morfema verbal de segona persona del plural en -aides-: cantaides, cantabaides, enfront de cantades, cantabades gallec y cantáis y cantavéis en portuguès.
2. Futur sintétic: "eivos dar", "eiyes atizar", "y'a poñer", etc., igual que en el galaico-portuguès i el portuguès
3. Imperatiu de la segona persona del plural en -áide, -ede, -ide. Vegeu la cançó popular: Cantaide nenas, cantaide, /cantaide y nun teñades pena/que ven un barco de mozos/ a dous cuartos á docena.[1] El formulari Alpi assenyala els següents resultats: a) As Campas (Castropol) Cantaide ua xota, Volvede axina, ide deprèsa, b) Freal (Navia) Cantade úa xota, volvede axina, ide aprisa, c) Bual (Bual) Cantai úa xota, volvede axina, ide deprèsa. Cal recordar que en asturià i en portuguès es diu: "cantai" mentres què en gallec "cantade".[2] Fernández Vior registra en A Veiga falade, volvede i subide[3] i García García en El Franco chamade/chamaide, correde y salide.[4]
4. Pèrdua de la r de l'infinitiu en ajuntar-se amb els pronoms lo, las, los, las: cantallos*/cantalos, metellos*/metelos, dicillos*/dicilos, (* fins al Porcia). També en ajuntar-se amb la preposició por po-lla.
5. En cas de conflicte entre oclusives, si són sonores tendeixen a velaritzar-se i si són sordes a vocalitzar. Així: cobedo > cobedo > coldo; levitus > lebdus > lleldo. En asturià hi ha velarització, no només entre sonores sinó també entre sordes cupiditia > 'coldicia', 'recapitare' > 'recaldar'.[5] També es va arribar al mateix resultat en cas de conflicte de la lletra "l" més consonant, es manté després oclusiva sonora: aliqud > d'algo, calidario > caldeiro, etc. i es vocalitza si és sorda: talpa > toupo, multiu > muito, salta > souto.[6]
6. Possessius meu, tou, sou en compte dels gallecs meu, teu, seu mentre que en Asturià occidental miou, sou, tou.
7. Diptong ua. (quatre, guardar), coincideix també amb el portuguès, amb el gallec oriental, amb la Fala de Xàlima i amb el judeoportuguès.
8. Article masculí 'el'. En el cartulari d'Oscos l'article "el" es presenta amb l'article "o" de manera indistinta.
9. Pronom de 2a persona "tu", com galaico-portugués, coincideix també amb bona part del gallec (veure isoglossa ti/tu), amb el portuguès, amb la Fala de Xàlima i amb el judeoportuguès.

### Caràcters derivats del substrat gallec-portuguès
1. Sistema vocàlic de set unitats en posició tònica.
2. Pèrdua de la -n- intervocàlica (ventá, irmao) encara que es conserva en diminutius (ventanía, irmanín). Aquesta dada és l'argument de més pes per als que es mostren contraris a la teoria del continuum galaico asturià, ja que precisament es dona la circumstància curiosa que aquest fenomen s'accentua en els concejos eonaviegos propers al bable occidental seguint una tendència nord-sud que s'inicia a Portugal. Aquesta dada es manifesta en la formació dels plurals, en els augmentatius, en la formació del femení, però sobretot en la pèrdua de les nasals-palatals.
3. Final -n en les formes verbals de perfecte (perdín, diuen)
4. Formes verbals de 1a persona del singular com teño, veño, vexo.
5. Existència de l'infinitiu personal o conjugat (fíxenlo pracoméremos tot)
6. Existència del datiu d'interès (éche gran, vaiye cansao)
7. Pronom personal de complement indirecte che.
8. Contracció dels pronoms de complement directe i indirecte (mo, mes, cho, chas, etc.)
9. Canvi de timbre de les vocals àtones en posició enclítica absoluta, davant les consonants labials i per assimilació vocàlica.
10. Velarització de nasals i deformació del vocalisme a conseqüència de la pèrdua -n-
11. Palatizació del verb poñer i els seus derivats: traspoñer, repoñer, impoñer, supoñer, etc. En Bual per efecte de la pèrdua de la 'n' intervocàlica: puer, traspuer, repuer, impuer, etc.
12. Conservació del grup vocàlic llatí e-o <ego>.
13. El complement reflexiu "sí/se", és substituït per les formes contractes de ye: yo, ya, yos, yas, així: deoyo, llevayo, etc.
14. Vocalisme àton final en tres arxifónemes indistints -a-, -o-, -e-, en què la pronunciació depèn del context. Aquest paradigma se segueix també en monosíl·labs "Nun" o "non", depenent de l'èmfasi de la negació.
15. Resultat /∫/ en paraules del tipus louxa/llouxa, xardía, bròxa, xastre, cereixa, freixo, etc. En asturià es diu llosa, sardina, bruesa, sastre, cereza, fresnu.
16. Diftongs decreixents ei, ou, oi (veiga, pousar, cobertoira). En asturià estàndard: vega, posar, cobertoria.
17. Resultat /n/ procedent del doble -NN- llatí (cabana, esconsonar, cana). En asturià estàndard es diu cabaña, esconsoñar, caña.
18. Resultat -it- per als grups llatins -CT- i -ULT- (feita, muita). En asturià estàndard es diu fecha, muncha.
19. Resultat /t∫ / per als grups llatins PL- i KL- (chegar, chave). En asturià estàndard es diu llegar, llave.
20. Diptong ui. (muito, fuina, ui) enfront d'oi en gallec, coincideix també amb el portuguès i el galaico-portuguès. En asturià es diu muncho, fuína, etc.
21. Finals en -eira (primeira, tarteira)
22. Neutralització de les líquides: branco, brando, frauta.
23. Formació de plurals analògica i no etimològica.
24. La forma pronominal min usada sempre com complement com preposició: 'a min', 'por min', 'de min', etc.
25. Supressió de la 1a persona del plural ante –nos enclíticu
26. Conservació del F- inicial llatina. No coincident amb oriental que presenta "hac" aspirada.
27. Solució -m- per al grup secundari -M'N- (hòme, fame).
28. Conservació del grup -MB- (llombo, llamber).
29. Conservació de la /d/ intervocàlica a algunes situacions. Vegeu el refranyer: El anada d'un mal ano máyase nun eirado, Xente da marina xente de gran caldeirada día de muito vispera de nada; carro entornado nun ye faltan carrileiras; en abril espigas mil, en mayo todo espigado; el día de todos os santos neve por os campos; etc.[7]
30. Conservació de -r d'infinitiu en ajuntar-se amb els pronoms ye, yes, em, es, et, che (meterye, diciryes, mancarme, tallar-se)

### Característiques derivades de l'evolució pròpia de la llengua per causa de la desaparició del vocalisme nasal
1. Resultats propis dels finals plurals en -áis i en -óis (folgazáis, cais, camióis enfront de folgazans, cans, camions), també característica del gallec oriental.
2. Resultats propis dels finals en -ía, -ías del femení (pequenía, vecía, gallías enfront de pequeniña, veciña, galliñas)
3. Resultats propis dels finals plurals en -íos -íus del masculí (camíos, vecíos enfront de camiños, veciños)
4. Pèrdua de la -n- intervocàlica en la terminació -ANU (Chao enfront de Chan)
5. Tancament de les vocals e, o en i, u davant la pèrdua de la -n- intervocàlica (bua, chía enfront de boa, chea)
6. Pretèrit cantein, cantén i futur canterein, cantarén
7. Terminacions en -èn ('e' oberta) procedents del llatí -ENU (centèn, tarrèn, chèn).

### Caràcters derivats del procés de diglòssia amb el castellà
1. Pèrdua del vocalisme nasal. Hi ha, però, testimonis que el vocalisme nasal subsistia relativament estable fins al segle xix.
2. Recuperació de L intervocàlica del llatí (calènte, zreixales, xelar). La pèrdua de la-l-intervocàlica era un procés fonològic generalitzat en el cartulari d'Oscos.
3. Formes sense iods: baxo, masa.
4. No es constata existència de -d- en els finals de participis (prao, cansao) coincident amb castellà vulgar.
5. La terminació llatina -tate dona en eonaviego -dá: verdá, universidá) coincident amb asturià i castellà vulgar. Només en cultismes, en les paraules més arrelades en la parla, manté la terminació tradicional: sede, rede, parede, etc-
6. Conjunció Y. Hi ha diverses solucions, a la comarca dels Oscos, l'alt i mitjà Eo i l'alt Navia en cas de concurrència amb un so vocàlic, s'empra el so "i" que es fa palatal al costat del so vocàlic adjacent, mentre que quan coincideix amb consonant manté la vocal "e" tancada com succeeix a la resta del domini galaico-portuguès. La solució aconseguida és semblant en el baix Navia, si bé el so vocàlic "i" se substitueix per l'expressió "ya" si coincideix amb un so vocàlic, altrament es manté la vocal "y". Vegeu solucions donades per l'Altes Lingüístic, ALPI, per a les diverses variants. En gallec se segueix la solució etimològica en què es manté el so 'e', mentre que el portuguès tot i que manté la grafia -e-, fonèticament el so és 'i'.
7. Formes etimològiques dels demostratius estos, estas, esos, esas, aquellos, aquellas del pronom ells contraposats als analògics estes, eses, aqueles, eles, generalitzades aquestes últimes en el Cartulari d'Oscos.
8. Pronoms personals en les formes nosoutros i vosoutros juntament amb nós i vós, igual que en asturià.
9. Sufix en -in enfront del gallec -iño (asturià: camín, padrín, paxarín), inclòs el diminutiu e també com el castellà "calcetín", "listín", "colín", "patín", així les formes en plural i en femení segueixen el paradigma propi de la llengua.
10. Reducció del diftong en paraules del tipus estreto, dereto, peto, seta, proveto.
11. Ús dels articles, el, la, los, las a Nàvia.
12. Resultat -Y- (muyer, escoyer). En realitat la semblança depèn de les formes ortogràfiques emprades, per tenir el gallec modern implantat de forma generalitzada el ieisme en aquestes formes i seguir emprant el dígraf 'll'. Tant en gallec com en asturià és conseqüència de la influència del castellà en ser desconeguda aquesta característica en els textos medievals.

### Caràcters de transició amb l'asturià
1. Existència de partitiu dél, della, dellos (dame della carne).
2. Palatalització (lluz, llume, caballo, llevar) fins al riu Porcia i degeminització del Porcia fins al riu Eo (luz, lume, cabalo, levar)
3. Els pronoms "alguén" i "ninguén" (algú, ningú) adopten la forma "daquèn" (amb "e" oberta) i "naide" (asturià: daquién, naide).

### Caràcters de transició amb el gallec
1. Palatalització de la desinència en la 2a persona del singular de les formes verbals de perfecte (faltache, fixiche)
2. Morfema verbal de segona persona del plural en -des- amb diverses solucions.
3. No palatalització (luz, lume, cabalo, levar) del Porcia fins al riu Eo i degeminizació de l'Eo fins al riu Porcia (lluz, llume, caballo, llevar)

## Identitat de la llengua
Hi ha un conflicte polític-lingüístic referent a la identitat de la llengua. D'una banda, es troben aquells que ressalten la identitat asturiana de l'eonaviego (sigui com una llengua independent o com un dels dialectes de l'asturià). Per un altre, estan aquells que prevalen el substrat gallec de l'eonaviego, reclamant-ne un tractament similar al del gallec a Castella i Lleó (parlat en part d'El Bierzo i alguns pobles sanabresos), reconegut com a tal per la Junta i, per tant, tutelat des de l'Oficina de Política Lingüística de la Xunta de Galícia.
Entre els que prevalen la galleguitat de l'eonaviego (el qual seria un dialecte oriental del gallec) es troben l'ILG (Instituto da Lingua Galega) i la RAG (Reial Acadèmia Gallega), els que han estudiat l'idioma parlat en aquesta zona des de la dècada de 1980, la Promotora Espanyola de Lingüística (PROEL), que inclou l'eonaviego dintre del bloc oriental del gallec, amb el nom de galaico-asturià, o Ethnologue, que afirma que "L'asturià es parla al Principat d'Astúries, excepte a la part més occidental, en la qual es parla gallec". així com nombrosos filòlegs (vegeu la bibliografia).
En el mateix sentit, l'escriptor i filòleg Dámaso Alonso va afirmar: 
| «                                                             | ... Enfront la tallant divisió administrativa entre Galícia i Astúries, el llenguatge oferix una sèrie de gradacions. Com l'arc de Sant Martí entre dos colors immediats, hi ha un moment, en direcció cap a Occident, que ens vam sentir dintre del gallec, i altre, rumb a Orient, en la qual ens vam sentir dintre de l'asturià. Però existeix una zona intermèdia, en la qual, després de tot, la designació donada a la llengua dependrà de la nostra manera d'apreciar i interpretar, un a un, tot un seguit de fissures lingüístiques. Em proposo traçar en altra ocasió aquest tema. Avui n'hi ha prou amb dir que l'afirmació ja antiga que el gallec arriba, dintre d'Astúries, fins al riu Navia (pres de Ramón Menéndez Pidal en el seu "El dialecto leonés", §1 2, 1906), és justíssima, si bé, com és sabut, alguns fenòmens típicament asturians penetren a l'oest d'aquesta línia. Aquestes parles d'entre el Navia i l'Eo, fonamentalment gallegues, mes amb alguns traços asturians, vam designar-les amb el nom de gallec-asturià | » |
| — Obras Completas, Editorial Gredos (1971), tom I, pàgina 391 | |   |

D'altra banda, l'Academia de la Llingua Asturiana, institució que s'encarrega de la normalització, defensa i promoció de l'asturià, en general, no accepta que en aquest territori s'utilitzi el gallec, comptant amb una "Secretaria Lingüística del Eo-Navia". La denominació eonaviego, o llengua eonaviega és la preferida per l'Acadèmia (en comptes de gallec-asturià, la denominació usada per l'administració asturiana).
Per altra banda, el 25 de febrer de 2005, el govern asturià va aprovar el Pla de normalització social de l'asturià, per a promocionar l'ús i presència tant de l'asturià com del gallec-asturià. Ambdós són col·locats en igualtat de condicions com llengües a protegir i promocionar i, implícitament, com llengües diferents:
| « | El gallec asturià o fala de l'occident d'Astúries, tindrà un tractament similar al bable o asturià en totes les mesures que es recullen en el present pla. | » |

En aquest sentit, alguns filòlegs defensen la consideració de l'eonaviego com una llengua independent, tant del gallec com de l'asturià. Mentrestant, i sense que la llengua asturiana sigui oficial, el Principat d'Astúries segueix mantenint la potestat en política lingüística en aquesta zona. Associacions com la Xunta Pola Defensa de la Llingua Asturiana i Xeira defensen alhora l'oficialitat de l'asturià i la de l'eonaviego en el seu domini lingüístic. Des dels habitants de la zona, no existeix una opinió adscrita a una possible expansió de l'àmbit lingüístic gallec, però tampoc hi ha inclinació a l'oficialitat d'un asturià homogeni normalitzat des del centre d'Astúries.
En canvi, i d'una forma minoritària, existeix la petició de la co-oficialitat d'un "gallec-asturià" i reconeixement de diferents estils de bable, per a incloure en els projectes d'oficialitat que els parlants d'asturià del centre venen demanant per al bable. Entre els "falantes" de l'oest astur es té més una sensació d'hibridació o mestissatge natural, que de pertinença a la lingüística oficial gallega o asturiana. Els accents, vocables i expressions varien cada pocs quilòmetres. Per exemple en la zona de Navia els mateixos parlants poden fer ús de registres del bable o els mateixos en traducció d'estil més gallec, tot això entreteixit juntament amb el castellà. Existeixen formes pròpies de la franja de construir frases i variar arrels de paraules.

## El cartulari de Vilanova d'Oscos
Un dels aspectes més rellevants del Eonaviego és l'estudi filològic de l'evolució d'aquesta llengua a través de l'examen dels textos medievals documentats al Monestir de Santa Maria de Vilanova d'Oscos. El seu examen ens aporta dades molt rellevants fets per al coneixement de la formació de les primitives llengües romàniques i de l'origen de les llengües galaico-portugueses en particular. De la importància que té aquest cartulari per al coneixement de la formació de la llengua romànica a Astúries ens dona compte el fet que quan el 1865 Aureliano Fernández-Guerra relaciona en el discurs sobre el Fur d'Avilés les cinquanta primeres escriptures en llengua romànica que es documenten a Astúries sis de les mateixes pertanyen al Monestir d'Oscos i la resta a altres cartularis i fons documentals asturians.
De l'examen dels primers documents del monestir redactats en llengua romànica des de finals del xii fins a principis del segle xiv, se'ns posa de manifest una identitat absoluta aquesta llengua amb el romanç galaico-portuguès d'aquells temps, fins al punt que Francisco Xavier Frías Conde renuncia al seu estudi per ser tal la semblança amb la resta del domini galaico-portuguès que no ens permet albirar els trets d'identitat de la llengua gallega asturiana. En aquesta etapa inicial tan sols es tenen documentats els trasllats de còpies d'escriptures llatines antigues ja no hi havia entesa per al poble pla, i no serà sinó fins a mitjans del segle xiii quan es documenten els primers documents originals escrits en llengua romanç gallec-portuguesa.
Des de l'inici del segle xiv es comença a perfilar la singularitat d'aquesta llengua amb la resta de la galacoifonía. La majoria d'aquestes novetats resulten de l'avanç del castellà en els centres urbans de la ria de l'Eo: Revoredo, Ribadeo i Castropol, sent més notòria tal influència en les escriptures dels notaris del bisbe en aquestes poblacions, però si la influència del castellà és cada vegada més gran en els centres urbans, les escriptures dels notaris del monestir conservaran ben clars els trets d'identitat originaris de la llengua més altres propis que apareixen ara de nou.
El cartulari d'Oscos és un monument històric essencial per a l'enteniment de l'evolució de la llengua romànica medieval i de la llengua galaico-portuguesa en particular, però aquesta aportació es tanca amb l'entrada de la Congregació de Castella al Monestir l'any 1511, fet que donarà fi a una etapa i començament a una altra de gran creixement econòmic i social del monestir al voltant de la indústria del ferro, però amb la instauració de l'ordre reformada es tancarà el periple documental d'aquesta llengua fins a la seva ressorgir a finals del segle xix-.

## Diglòssia
La integració d'Astúries a la Corona de Castella, va donar lloc a la imposició de l'oficialitat de l'idioma castellà, el qual és utilitzat en tots els actes públics i oficials des del segle xiv. S'exceptua d'aquesta exclusió el Monestir de Villanueva d'Oscos pel caràcter excloent i apartat del món, propi de l'orde cistercenc, en què els seus notaris van continuar utilitzant la llengua gallec-portuguesa fins a finals del segle xv.
Fora del Monestir, el gallec-asturià va quedar, com ha quedat indicat, apartat per la gent més senzilla, estant reclòs a l'àmbit principalment de la llar familiar. En aquest àmbit contribueix en gran manera a la seva preservació el mateix rol de la dona casada a l'economia agrària. S'entén així que una mateixa paraula pugui emprar un paradigma o un altre -vegeu el cas dels diminutius-, depenent del gènere de la paraula, ja que la referència a l'home a través del terme més arrelat presentava certa connotació pejorativa.

El fet que això sigui així, va determinar també que el castellà vulgar incideixi especialment en la parla, en ser aquests col·lectius de població més exposats a la desviació de la regla. En aquest sentit el cronista local Fernández Fernández, cap a 1898, assenyalava com en una obra pia de principis del segle xix, per altres admirable, el Col·legi Seminari de Sant Joan de Prendones, malgrat les bones intencions del seu fundador, es refereix en aquests termes a la instrucció dels nens, i en el qual veladament es pot veure la necessitat d'erradicar la fala. Diu el senyor Marcelino: 
| «                                                                     | «Els seus tretze capítols, -es refereix el senyor Marcelino als estatuts de la fundació - demostren molt clarament la pietat de l'autor, prevé als mestres l'obligació d'admetre i ensenyar a tots els nens per igual i sense distinció ... Adverteix també als mestres que tinguin cura de la neteja i decència dels nens i molt principalment que parlin amb tota perfecció la llengua castellana. » | » |
| — Marcelino Fernández Fernández, El Franco y su Concejo, Luarca 1898. | |   |

A ningú se li escapa que l'autor relaciona la misèria, i demana que tinguin cura de la neteja i decència, amb l'ús de la "fala" pels nens, "parlin amb tota perfecció la llengua castellana". Malgrat això, el gallec -asturià va funcionar en uns marges d'inintegibilidad excessivament grans, el que va determinar l'existència d'una situació de bilingüisme real, situació molt diferent de la resta del domini asturià. La raó d'això és l'ús d'un registre vocàlic que difereix notablement del castellà i que impedeix qualsevol marge per a un transvasament lingüístic generalitzat com s'ha produït en altres regions d'Astúries.
En aquest sentit cal citar l'opinió del dialectòleg asturià, professor Neira Fernández, que destaca el diferent rol exercit per la llengua castellana en l'Eo-navia respecte de la resta d'Astúries:
| « | « A Astúries prescindint del territori de parla gallega, no hi ha una situació de bilingüisme, és a dir, coexistència i ús de dues llengües perfectament diferenciades en el sentiment dels parlants. A Astúries el castellà és l'únic mitjà comú d'intercomunicació, el bable, en la seva diversitat de probables, és també una realitat en el parlar regional però no funciona (ni ha funcionat) com una llengua comuna de tota Astúries". | » |
| — Neira Ferández, J., "La situación lingüística de Asturias", Revista de Occidente, extraordinario II, núms. 10-11, 1982, p. 120 | |   |

Amb tot el castellà i sobretot el castellà vulgar ha exercit una influència molt notable en la llengua, si es compara la llengua actual amb els registres que coneixem del Monestir d'Oscos. Aquest deteriorament de la llengua es manifesta sobretot en el lèxic a través de la recepció generalitzada de cultismes estranys als processos fonològics propis del gallec - asturià.

## Polèmiques polítiques
Les polèmiques polítiques entre partits i institucions gallegues i asturianes tenen dos fronts. D'una banda el relatiu a la possibilitat que la Junta de Galícia tuteli l'educació en gallec-asturià en l'occident d'Astúries, entenent aquell com dialecte del gallec. Per una altra, els propòsits interpretats com a annexionistes del nacionalisme gallec. Respecte a l'àmbit educatiu, el govern del Principat s'ha negat a qualsevol possibilitat que s'ensenyi gallec en l'occident d'Astúries, possibilitat oferta per la Junta de Galícia.
La postura de la Junta de Galícia en aquest sentit és clara. Entre els objectius del seu Pla General de Normalització de la Llengua Gallega se cita com a objectiu,
| « | Reforçar la idea entre la població, especialment en el gallec d'Astúries, que la seva llengua és gallec, amb les seves peculiaritats dialectals, però gallec. | » |

D'altra banda, també va causar polèmica a Astúries la possibilitat, inclosa l'esborrany d'Estatut d'Autonomia de Galícia presentada pel Bloc Nacionalista Gallec, que territoris limítrofs poguessin unir-se a Galícia: 
| « | Podran incorporar-se a Galícia aquells municipis limítrofs de característiques històriques, culturals, econòmiques i geogràfiques anàlogues, mitjançant procediments democràtics que seran regulats per llei. | » |

La qual cosa va ser interpretat (i confirmat per dirigents del BNG) com la possibilitat que municipis de l'occident asturià, si així ho decidissin, s'unissin a Galícia.
Alguns grups nacionalistes gallecs minoritaris, com Nós-Unidade Popular propugnen fins i tot, basant-se en l'adscripció del eonaviego al gallec, l'annexió directa de les Terres de l'Eo-Navia a Galícia. Aquesta tesi gairebé no té ressò a Astúries.

## Evolució diacrònica de l'eonaviego
| Català    | Llatí            | Galaico-portuguès | Eonaviego medieval | Eonaviego actual |
| --------- | ---------------- | ----------------- | ------------------ | ---------------- |
| alt       | altu(m)          | outo              | outo               | alto             |
| molt      | multu(m)         | muito             | muito              | muito            |
| arbre     | árbor(em)        | árvol             | árvore             | árbol            |
| clau      | clave (m)        | chave             | chave              | chave            |
| dubte     | dubitâtiô(m)     | dubida/dulda      | ¿dobeda?/dolda     | debeda           |
| espina    | spina (m)        | espinna           | espĩa              | espía            |
| aplanar   | aplanare         | achãar            | achãar             | achanar          |
| ple       | plenum (m)       | chẽo              | chẽ                | chèn             |
| aixada    | asciata(m)       | aixada            | eixada             | eixada           |
| dit       | dígitu(m)        | dedo              | dido               | dido             |
| cirera    | cerasium         | cereija           | cereixa            | cereixa          |
| fill      | filiu (m)        | fillo             | fillo              | fiyo             |
| guardar   | guardare         | guardar           | gardar             | guardar          |
| home      | hōmo             | hòmem             | hòme               | hòme             |
| llibre    | líbru(m)         | livro             | libro/llibro       | libro/llibro     |
| lluna     | lūna(m)          | lúa               | lúa/llúa           | lúa/llúa         |
| llana     | lana(m)          | lã                | lã/llã             | lá/llá           |
| mà        | mānu(m)          | mão               | mãao               | mao              |
| meua/meva | mea (m)          | minna/mía         | mĩa                | mía              |
| negre     | nígru(m)         | nieiro/neiro      | neiro              | negro            |
| neu       | níve(m)          | neve              | neve               | neve             |
| nit       | nócte(m)         | noite             | noite              | noite            |
| obligar   | obligare         | obrigar           | obridar            | obrigar          |
| pit       | péctu(m)         | peito             | peito              | peito            |
| qui       | quī / quem       | quem              | quen               | quèn             |
| sopar     | cena (m)         | cẽa               | cĩa                | cía              |
| paret     | parete(m)        | parede            | parede             | parede           |
| quatre    | quattuor         | quatro            | quatro             | cuatro           |
| una       | ūna(m)           | ũa/ hũa           | ũa                 | úa               |
| sortir    | salire           | sair              | sair               | salir            |
| teu       | tuus             | teu               | tou                | tou              |
| vell      | vetulu(m)/vĕclus | vello             | vello              | veyo             |
| veritat   | veritas          | verdade           | verdade            | verdá            |
| Català    | Llatí            | Galaico-portuguès | Eonaviego medieval | Eonaviego actual |

## Variants segons l'enquesta Alpi (1930)
S'aporta a continuació les solucions donades per l'Qüestionari Alpi per les valls de l'Eo-Navia realitzat en els anys trenta del passat segle.
| Català                   | A Devesa Ribadeo Baix Eo    | As Campas Castropol Baix Eo   | Salgueiras Oscos Medi Eo   | Neiro Fonsagrada Alt Eo    | N. de Suarna Alt Navia     | Bual Medi Navia       | Freiral Navia Baix Navia |
| ------------------------ | --------------------------- | ----------------------------- | -------------------------- | -------------------------- | -------------------------- | --------------------- | ------------------------ |
| aigua                    | auga                        | auga                          | auga                       | auga                       | auga                       | auga                  | augua                    |
| per                      | pra                         | pra                           | pra                        | pra                        | pra                        | pra                   | pa                       |
| sembra                   | somènta                     | somènta                       | somènta                    | semènta                    | sementa                    | sema                  | sema                     |
| quant                    | canto                       | conto                         | canto                      | cuanto                     | cuanto                     | cònto                 | cònto                    |
| nu                       | espido                      | espidu                        | espido                     | encoiro                    | despido                    | encoiro               | desnudo                  |
| ull                      | òllo                        | òyo                           | òllo                       | òllo                       | òllo                       | òllyo                 | òyo                      |
| l'oïda                   | oído                        | ouguido                       | ouguido                    | oído                       | oído                       | ouguidu               | ouguido                  |
| orella                   | orella                      | oreyza                        | ourella                    | orella                     | orella                     | oureiya               | oureya                   |
| plorar                   | chorar                      | chorar                        | chorar                     | chorar                     | chorar                     | chorar                | chorar                   |
| llágrima                 | lágrima                     | lágrima                       | lágrima                    | lágrima                    | lágrima                    | llágrima              | yárima                   |
| mà                       | mão                         | mãu                           | mãu                        | mãu                        | mão                        | mãu                   | mãu                      |
| dit                      | dido                        | dido                          | dido                       | dido                       | dédo                       | didu                  | dido                     |
| cama                     | pèrna                       | pèrna                         | pèrna                      | pèrna                      | pèrna                      | pèrna                 | pèrna                    |
| peu                      | pè                          | pè                            | pè                         | pè                         | pè                         | pè                    | pè                       |
| dent                     | dènti                       | dènte                         | dènte                      | dènte                      | dènti                      | dènti                 | dènte                    |
| quiet                    | quieto                      | quieto                        | quieto                     | quieto                     | quieto                     | quietu                | quieto                   |
| euga                     | euga                        | ègüa                          | ègüa                       | ègoa                       | ègüa                       | èuga                  | ŷegua                    |
| eix                      | eixe                        | eixe                          | eixe                       | èixe                       | eixi                       | eixe                  | eixi                     |
| dimoni                   | demo                        | demo                          | dèmo                       | demo                       | demo                       | demoniu               | demonio                  |
| geniva                   | enxiba                      | enxiba                        | enxiba                     | enxiba                     | enxiba                     | inxiba                | meya                     |
| pit                      | peito                       | pecho                         | peito                      | peito                      | peito                      | pechu                 | pecho                    |
| nus                      | nó                          | nougo                         | nó                         | nó                         | nó                         | nougo                 | nougou                   |
| guitza                   | couz                        | couz                          | couce                      | couce                      | couzi                      | cou(z)                | couz                     |
| junyir                   | xoncer                      | xoncer                        | xoncer                     | xoncer                     | xoncèr                     | xoncèr                | xoncer                   |
| suc                      | xugo                        | xugo                          | xugo                       | xugo                       | xugo                       | xugo                  | xugo                     |
| llet                     | leite                       | leite                         | leite                      | leite                      | lèiti                      | llèite                | ŷeite                    |
| bou                      | bòi                         | bòi                           | bòi                        | bòi                        | boi                        | bòi                   | bòi                      |
| grill                    | grilo                       | grilo                         | grilo                      | grilo                      | grilo                      | grillo                | griŷyo                   |
| colom                    | paloma                      | palomba                       | palomba                    | palomba                    | palomba                    | palomba               | palomba                  |
| granota                  | ra                          | ra                            | ra                         | ra                         | ra                         | ra                    | ra                       |
| llop                     | lobo                        | lobo                          | lobo                       | lobo                       | lobo                       | llobu                 | ŷobo                     |
| ferro                    | fèrro                       | fèrro                         | fèrro                      | fèrro                      | ferro                      | fèrro                 | fèrro                    |
| tu i jo som amics        | tu è'èu somos amigos        | tui y'èu somos amigos         | tui y'èu somos amigos      | tuè y'èu somos amigos      | tu y'èu somos amigos       | tui y'eu somos amigos | you ya tu somos amigos   |
| veu i digues-li que pugi | vai (alo) ei dilla que suba | vaite e dilla que veña (suba) | vai i diya que veña (suba) | vai (alo) è dilla que suba | vai (alo) è dilla que suba | vai i diya que suba   | vai y diya que suba      |

## Altres enquestes modernes
Entre l'any 1974 i 1977 tres investigadors, Francisco Fernández Rei, Manuel González González i Rosario Álvarez Blanco vinculats a l'Institut dona Lingua Galega, van coordinar la publicació de l'Atles Linguistico dona Lingua Galega (Alga) en el qual es recullen vuit poblacions de la comarca. Es van recollir 2.711 preguntes que van ser recollides en una base de dades en la qual s'inclou el text de la respostes i abundant informació complementària. Aquest projecte inicial va ser successivament ampliat, havent-se publicat fins a la data 7 volums, I morfologia verbal (1990), II morfologia no verbal, (1995), III fonètica (1999), IV Lèxic. Temps atmosfèric i cronològic (2003), V Lèxic. L'ésser humà (I) (2005) i VI Terra. Plantes i arbres (2015). Es té previst la publicació del volum VII Lèxic. L'ésser humà (II).
Promoguda per la Universitat d'Oviedo l'Atles Lingüístic ETLEN de l'Eo-Navia (Estudiu de la transició lingüística a la zona Eo-Navia, Astúries), el 2017, ha contribuït a millorar una imatge més completa a l'entorn de l'eonaviego o gallec asturià atenent a l'estat de la parla en un temps en què aquesta es troba profundament afectada pel castellà.
L'atles lingüístic ETLEN és fruit d’un projecte de recerca de camp realitzat, en fases successives, entre l’any 2000 i el 2014, per un equip de la Universitat d'Oviedo dirigit pel Dr. Ramón d'Andrés Díaz. Aquest projecte va néixer amb l’objectiu d’assolir un progrés rellevant en el coneixement de la frontera lingüística entre el gallec-portuguès i l'asturlleonès en aquesta zona d’Astúries.
Es van enquestar 40 localitats de la zona, incloent-hi algunes de la província limítrofa de Lugo. Les localitats són les següents, amb el conceyu a què pertanyen entre parèntesis: Armal (Bual), Bárzana (Navia), Berbegueira (Villayón), Buḷḷacente (Tinéu), Bustapena (Vilanova d’Ozcos), Castro (Grandas), O Chao (San Tiso), Corondeño (Ayande), Fandovila (Ibias), A Garda (Taramundi), Ḷḷandelfornu (Villayón), Labiaróu (Samartín d’Ozcos), Mántaras (Tapia), Monesteriu (Cangas del Narcea), El Monte (Navia), Murias do Camín (Navia de Suarna), Navedo (Eilao), Negueira (Negueira), Neipín (A Pontenova), Os Niseiros (Castropol), Oneta (Villayón), O Pando (A Fonsagrada), El Pato (Eilao), Pezós (Pezós), Poxos (Villayón), Prada (Ayande), O Rato (Ribadeo), El Reboḷḷal (Degaña), El Rebollu (Ayande), Riumayor (Valdés), San Salvador (Ayande), San Xuyán (El Franco), Teixeira (Santalla d’Ozcos), Valdeferreiros (Ibias), El Valín (Castropol), El Vau (Ibias), Vilamayor (Ibias), A Vilapena (Trabada), Vivedro (Cuaña) i Zreixido (A Veiga).
El qüestionari lingüístic era format per 368 fenòmens diferencials entre gallec-portuguès i asturlleonès, i dividit al seu torn en 3 blocs: un bloc de 111 fenòmens fonètico-fonològics; un altre de 162 fenòmens de morfosintaxi nominal; i un de 95 fenòmens de morfosintaxi verbal. Atès que cada fenomen era il·lustrat amb alguns ítems (exemples, paraules o expressions concretes), se’n varen obtenir 531 respostes lingüístiques.
L'atles lingüístic ETLEN sotmet l'estudi de l'eonaviego a tres enfocaments que produeixen sengles seccions: (1) Dialectografia: s'hi mostren les dades lingüístiques en una col·lecció de 531 mapes dialectals, tot formant un atles lingüístic de caràcter clàssic; (2) ''Horiometría'': s'hi aplica una metodologia estadística concebuda expressament per a una zona de frontera lingüística, mostrant la proporció de trets "occidentals", "orientals", "axials" i "comuns" que té el parlar de cada localitat; (3) ''Dialectometria'': s'hi aplica la metodologia estadística que mesura matemàticament les similituds i diferències lingüístiques entre les localitats de l'eonaviego. (A la imatge, un dels mapes dialectomètrics de l'atles ETLEN).
Les seccions horiomètrica i dialectomètrica de l’atles ETLEN mostren clarament que, sotmeses les dades lingüístiques a diferents anàlisis estadístiques, els parlars eonaviegos es poden tipificar bàsicament com a "occidentals". L'atles lingüístic ETLEN, per consegüent, ve a confirmar, amb l’ajut d’una metodologia quantitativa, allò que la dialectologia tradicional havia determinat abans pel que fa a aquesta zona lingüística.
Altres estudis de Dialectometria són els promoguts per la Universitat de Santiago de Compostel·la com és el cas de el projecte "Corpus Oral Informatizado da Lingua Galega" (CORILGA) s'han centrat en l'evolució diacrònica de la llengua parlada a la comarca, amb referències orals i escrites des dels anys seixanta.

## Exemples de textos
A Veiga, Guiar, any de 1261.
| « | In Dei nomine, amen, Conuzuda cousa seia a quantos son presentes et aos que an de ven(ĩ)r, como nos abbade don Gomez, con o convento de Vila Nova de Oscos damos a vos Iohan Martinez et a vossa muler Marina Pedrez et a vos Martínez Paez et a vossa muler Aldonza Martinez, et a vossas generaciones que pus vos veneren a tercia da mea daquela nossa herdade de Guear per sous terminos novos et antigos assy como son postos et departidos nas outras cartas per muitos omes bonos. Esta herdade de suso dita damos a vos ia nomen(ã)dos per tal pleito e condicion, que a moredes et seiades fieles vassalos do mon(ã)steiro vos Johan Martinez con vossa parte un maravedí et una regueifa et una talega de cevada pela quarta da taega do burgo. E vos Martín Paez, con vossa parte un moravedí et una (ũa) regueifa et (ũa) una taega de cevada pela quarta de quanto overdes ao monasteiro et ide vos a paz et seede fieles familiares do mona(ã)steiro, et a vosa parte come do monasteiro esta carta roboramos et confirmamos que seia ben valiosa. Fecta carta en era de mil et dozentos et novaenta et nove anos. Eno tempo del Rey don Alfonso reintante en León et en Castela en Cordova et en Sivilia et en Gaen, et em todo Andaluzia, don Guter Suarez endelantrado en León et en Asturias, Don Pedro Juanes Bispo no Vedo. Don Gonzalo Meendez sen(õ)r d'Entreeue et Navia. Os que foron presente Domingo Martinez Celareiro, Iohan Páre suprior Pedro Ianes enfermeiro Pae Martínez, Sangristan; et outros frades que eran no mona(ã)steiro. Os cavaleiros que eran presentes et vigarios no logar con o abbade: don Alfonso Reimundo, don Fernan Reimundo, Don Garsia Gonzsalvez d'Avres, Ioan Gerra do Burgo. Martin Ianes per mandado do abbade don Gomez, notuit." | » |
| — José Antonio Álvarez Castrillón, "Colección Diplomática del Monasterio de Santa María de Villanueva de Oscos (1139-1300),", Col·lecció de fonts i d'estudis d'Història de Astúries, Ridea, Oviedo, 2011, p. 193 | |   |

Castripol: In Memoriam Victoriano García Paredes, any 1933
| Y tú es el primeiro que te fuches inda novo y galan inda luitando por a sorte d'os nosos intereses, a República, el ponte, os veyos usos toda a alma d'este gran penedo en que tamos vivindo emporondados tu te fuches y fáltasnos agora como falta un espeyo en que mirarse tías a gracia y aquelas virtudes que dicen que son nosas ¡mal pecado! y sempre me chegabas con un libro, | un libro novo que tías que leerme -por que foron os libros teus amores- y leías tan mole, tan seguido, qu’eu votabach’os oyos aló enriba y Maiximo quitaba as antiparras y el mar n'a fonte íbase durmindo escuitando a lectura ¡Quen olvida el que todos ouguimos ¡Dende agora xa formas grupo c’os homes gloriosos de Castropol: gloriosos como el río, com’os loureiros da nosa ribada. |

—Pedro Penzol, El Aldeano, 1933—

El Franco: : A fòrza del mèdo, any de 1978
| «                                                                              | Foi condo a guèrra. Daquella... metéraseyes na cabeza aos mandamases qu'a invasión d'Europa podía'mpezar por úa ribeira cualquèra del Cantabrico. El caso è que nel nòso Conceyo ergèronse us contos palandraques pra fer vèla denòite en sitos como A Talaya de Porcía, Monèllos, El Pòrto, Pormenande. Y hasta fixeron... fortificaciois noutros como'l cabo Blanco (inda quedan xanzas). Como è natural nestas ocasiois, dispuxèronse turnos pra fer guardia de noite. Conque... úa das noites d'aquel vrao tocouyes velar a Pèpe de Xandrín y Manòlo das Veiras. Pèpe èra un hòme de muita calma, falaba sèmpre aspacío y pensaba muito lo que tía que decir y lo que tía que fer. Manòlo, tamèn pousao y tránquilo al sou xeito, como más novo, èra al mismo tèmpo, màs arrechao y hasta, às veces, un pouco barrumbeiro. Pòs bèn aquél, fòra un día de muita xèira pra Manòlo por que tuvèran, él y sou padre, (que fían casas), trabayando a rabo'stallar nùa que tían pra poñerye ramo, na Caridá. Así que còndo chegou à casa y ye dixo a muyer. -¡Aí hò! ¿Nun temos bèn a cigua, que che toca ir fer guardia hòi denoite a Monèllos?-, -Xa podía ser siquèra'l domingo, hò; que nun tuvèses tan cansao!- Contestouye'el -¡Me cago na parafusa! ¡Pòs è que m'amòla bèn! ¡Ah nía, y con quèn teño qu'ir!- Pòs nun había que ferye. | » |
| — García García, José. El Franco y su concejo, Mieres del Camino, 1983, p. 321 | |   |